# WASP-18b

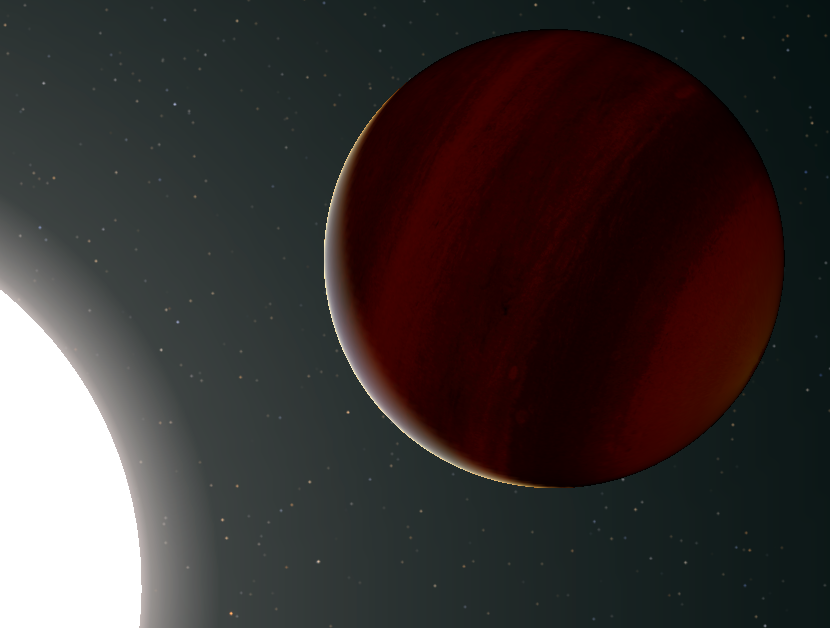
Impressão artística de WASP-18b

WASP-18b é um planeta extrasolar que orbita muito próximo de sua estrela, descoberto por cientistas da da Universidade de Keele localizada no Reino Unido. É classificado como um Júpiter quente, caracterizado por se formar longe de sua estrela e aproximar-se com o tempo devido às correntes estelares.
Wasp-18b completa sua órbita mais rápido que a rotação da Terra. Ele está a, aproximadamente, dois milhões de quilômetros da sua estrela-mãe, o que corresponde a apenas cinco por cento da distância o Sol e a Terra. Um estudo prevê para daqui a uns 500 mil anos a colisão do planeta com a estrela, que provavelmente possui cerca de um bilhão de anos.